# Science4you S.A.
A Science4you S.A. é uma empresa 100% portuguesa que produz, desenvolve e comercializa brinquedos científicos e educativos (para crianças dos 3 aos 14 anos) com sede em Loures.  Além de brinquedos, a Science4you desenvolve também campos de férias, organiza festas de aniversário e promove a formação científica a crianças e adultos.
A empresa portuguesa é atualmente a maior empresa de brinquedos em Portugal e uma das principais do seu setor na Europa. Presentemente a empresa possuí duas subsidiárias, uma em Espanha e outra no Reino Unido e exporta para mais de 35 países estratégicos.

## História
Fundada em Janeiro de 2008 por Miguel Pina Martins, a Science4you S.A. foi desenvolvida  em parceria com a Faculdade de Ciências da Universidade de Lisboa (FCUL).
Iniciou a comercialização dos seus produtos em Portugal no final do ano de 2008. Após algum desenvolvimento comercial em Outubro de 2009, conseguiu dar início à expansão das suas vendas para Espanha e, posteriormente, em Angola e Brasil (2010). Os seus escritórios em Madrid e Londres são uma forte aposta da Science4you.
Em Portugal a cadeia de lojas está presente nos principais centros comerciais do país, como Centro Colombo, Amoreiras, Almada Fórum, Cascais Shopping, Fórum Montijo, Arena Shopping Torres Vedras, Dolce Vita Porto, Norte Shopping e outros mais.
A Science4you ambiciona, através da sua atividade, melhorar os níveis de educação na sociedade através do desenvolvimento de brinquedos e jogos, que permitam às crianças aprender enquanto brincam.

## Serviços e Produtos
Para além da conceção de mais de 300 produtos para os mais novos, que assumem várias tipologias: quizzes, puzzles, brinquedos científicos e educativos, a Science4you aposta na formação de crianças e adultos, com a organização de:
- Festas de aniversários: adequadas a crianças entre os 6 e 12 anos, inclusive. Onde podem realizar experiências divertidas e estimulantes: desde recrear a erupção de um vulcão, até fabricar o seu próprio pega-monstros.
- Campos de férias de verão: campos de férias científicos únicos, que pretendem de forma lúdica e divertida, despertar o interesse das crianças e jovens pelo mundo das Ciências. Todos os dias da semana existem experiências de temáticas diferentes como Biologia, Física,  Química e Geologia.
- Cursos de Formação para Animadores Científicos: cursos que complementam formação académica. Formam jovens e adultos, possibilitando-lhes dar resposta às necessidades de desenvolver as atividades da Science4You e a integração destes na dinamização de Workshops, Festas de Aniversário, Campos de Férias e ações de divulgação.

## Internacionalização
Após a conquista do mercado nacional, a Science4you decidiu alargar os seus horizontes, e fez a sua primeira aposta em territórios além fronteiras em Espanha, Outubro 2009. Trata-se de uma forte aposta na exportação das suas referências, com especial foco neste mercado.
Em Setembro 2010, inicia as suas vendas em Angola e Brasil.
Em Junho 2011, é o ano da abertura da primeira subsidiária em Espanha, na cidade de Madrid.
Posteriormente, em Janeiro 2013, conquista a abertura da segunda subsidiária no Reino Unido, na cidade de Londres. Feito ambicioso, uma vez que, o mercado inglês representa cerca de 25% desta indústria. Assinou um contrato de parceria com a Universidade de Oxford, permitindo-lhe juntar o símbolo de Oxford aos da Universidade de Lisboa e da Universidade Autónoma, em Espanha, nos seus brinquedos.
Este processo gradual e consistente de internacionalização, tem vindo a ser reforçado com o aumento de países estrangeiros para onde exporta os seus produtos. Atualmente, exporta para mais de 35 países, entre os quais: Brasil, Estados Unidos, Colômbia, Japão, Moçambique, Reino Unido, Espanha, França, Grécia e Polónia.
Feiras Internacionais *a sua presença em Feiras Internacionais é de caráter obrigatório, não só com o objectivo de aumentar a sua rede de contatos, mas também para adquirir ideias que resultem em produtos inovadores. O começo do ano de 2014, tem sido marcado pela presença da Science4you nas mais diversas Feiras Internacionais a começar em Hong Kong, e a passar por Londres, Nuremberg e Birmingham.  Desde o ano de 2012 até ao presente momento, marcou presença nas seguintes feiras:

### Participação em Feiras
- Nuremberg International Toy Fair 2012;
- London Toy Fair 2012;
- London Toy Fair 2013;
- Nuremberg Toy Fair 2013;
- Hong Kong Toys & Games Fair 2014;
- London Toy Fair 2014;
- Spring Fair International 2014;
- Nuremberg International Toy Fair 2014;
- London Toy Fair 2015;
- Hong Kong Toys and Games Fair 2015;
- Nuremberg International Toy Fair 2015;
- Intergift Madrid 2015;
- London Toy Fair 2016;
- Hong Kong Toys and Games Fair 2016;
- Nuremberg Toy Fair 2016;

## Distinções
- 2009 - O fundador, Miguel Pina Martins, ganhou o Prémio Empreendedor Finicia Jovem 2009 IAPMEI;
- 2010 - Miguel Pina Martins, foi galardoado com o Prémio de Jovem Empreendedor do Ano 2010 (Comissão Europeia);
- 2011 - A empresa venceu o 1º Prémio nos European Entreprise Awards, na Categoria de Internacionalização;
- 2013 – Miguel Pina Martins, ganhou o Prémio Empreendedor nos Prémios Novos 2013;
- 2013 - A empresa foi galardoada com o Prémio Business Internationalization Award, atribuído pelo Governo do Reino Unido;
- 2013 - A Science4you foi distinguida com o Prémio Excelência no Trabalho (Heidrick & Struggles);
- 2013 – A empresa destaca-se nos Prémios Time Out Lisboa, na categoria de Marca do Ano, arrecadando o prémio.
- 2014 – A empresa ganha o prémio Start Up do Ano atribuído pela Portugal Ventures;
- 2014 – A empresa ganhou o Prémio LIDE - Empreendedorismo;
- 2014 – A Câmara Municipal de Loures atribui a Medalha de Mérito Empresarial a Miguel Pina Martins;
- 2015 – Science4you ganha o Grande Prémio Produto do Ano;
- 2015 – Condecoração de Miguel Pina Martins pelo Presidente da República, Aníbal Cavaco Silva, com a Ordem de Mérito Empresarial;
- 2015 – Prémio Marca Nacional e Personalidade do Ano - Exame Informática;
- 2015 – Medalha de Prata atribuída na categoria de Brinquedos Educativos pelos Independent Toy Awards;
- 2015 – Troféus Luso-Franceses - Troféu Inovação;
- 2016 – Prémio Produto do Ano 2016;
- 2016 – Prémio Zabawka Roku - Brinquedo do Ano na categoria Kits Criativos;
- 2016 – European Business Awards - Chairman's Selection Award, Ruban d'Honneurs e National Champion Award;
- 2016 – Independent Toy Awards - Medalha de Prata na Categoria Brinquedos EducativosReferências

1. ↑  «Science4you: fábrica vai para o MARL». Science4you: fábrica vai para o MARL. Oje Digital - O Jornal Económico. 27 de Agosto de 2015
2. ↑  Silva, Ana (12 de agosto de 2013). «Num frio armazém no Prior Velho, não há mãos a medir para fabricar brinquedos». Público
3. ↑  «Science4you. No brincar é que está o ganho». Sol. 22 de fevereiro de 2016
4. ↑  «Science4you abre filial em Madrid». Economia. Expresso. 25 de maio de 2011
5. ↑  «Sucesso.pt da Science4you». Sic Notícias. 15 de dezembro de 2014
6. ↑  Ana, Silva (1 de maio de 2016). «Brinquedos da portuguesa Science4you chegam à China». Público
7. ↑  «Science4you». Ciências ULisboa. 9 de julho de 2013
8. ↑  «Portuguesa Science4you assina parceria com Universidade de Oxford». Dinheiro Digital. 31 de julho de 2013